# Олдензал
Олдензал (нід. Oldenzaal) — громада та місто в нідерландській провінції Оверейсел. Громада Олдензал є частиною регіону Твенте.
Загальна площа становить 21,95 км², з яких сушею є 21,55 км². Населення — 31 840 мешканців (станом на 1 січня 2019 року).
Місто відоме своїми карнавалами.

## Історія
У римські часи в околицях Олдензалу, ймовірно, мешкали тубанти. 
В місті знайдені кілька римських монет I століття. Хоча Олдензал і Твенте ніколи не були частиною Римської імперії, відкриття даних монет довело ймовірну наявність контактів із римлянами, як військових, так і торгівельних. Так, між фризами на північ від Рейну та римлянами існували активні торговельні відносини. Рибальство й тваринництво у Фрісландії відігравало важливу роль для забезпечення їхніх легіонів.

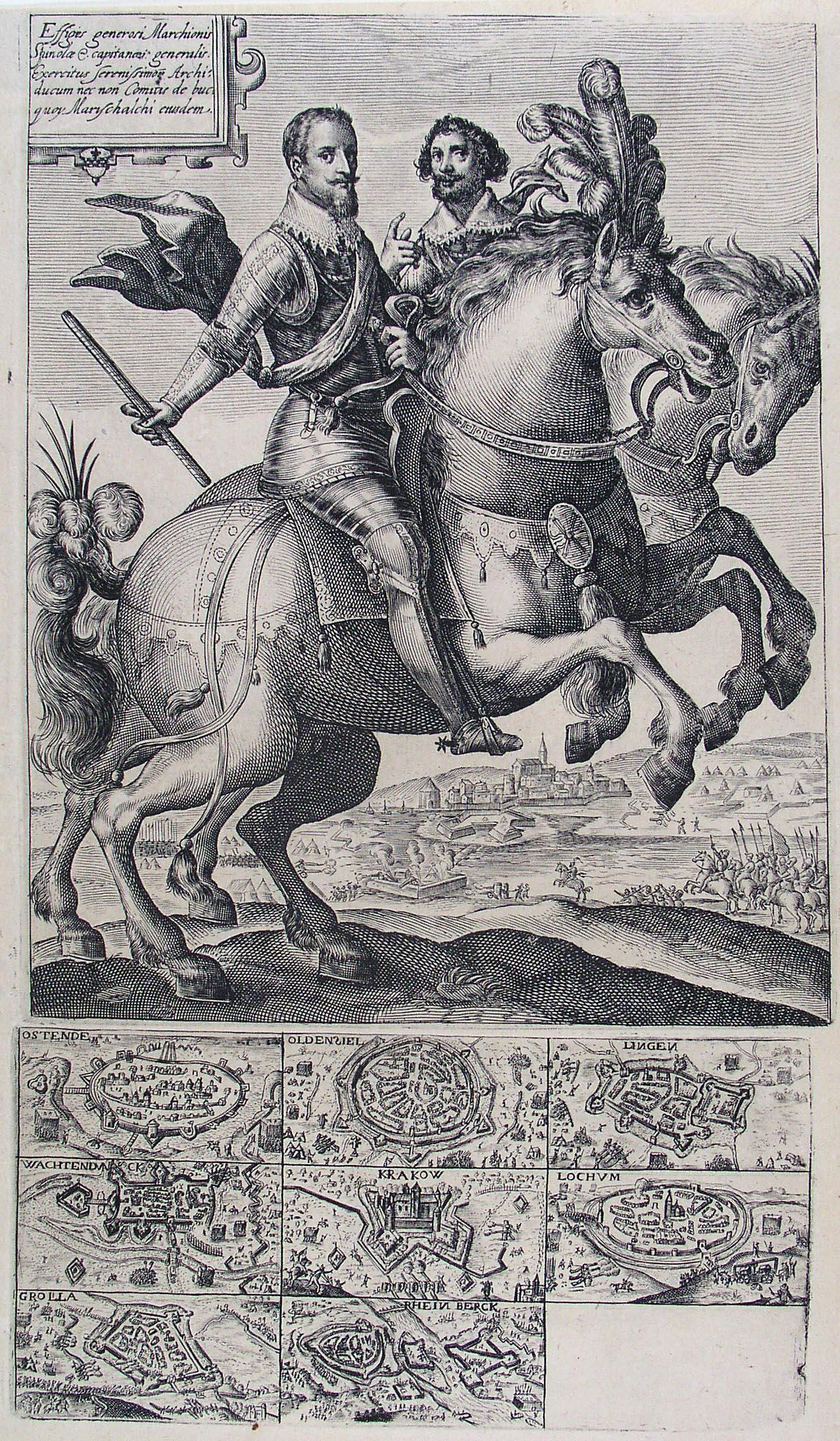
Завоювання Амброзіо Спіноли, гравюра К. ван де Пассе

У другій половині VIII століття східні Нідерланди були приєднані до Франконії королем Піпіном Коротким. Олдензал став королівським володінням, розташованим на стратегічному перехресті.
У 1049 році єпископ Утрехтський отримав від імператора Генріха III право на щотижневі та щорічні ярмарки для Олдензалу.
Точно невідомо, коли населений пункт отримав права міста: документ, в якому це було записано, загубився через пожежі та грабежі. У хартії від 1296 року Олдензал уже згаданий містом. Входив до Ганзейської унії.
Під час Нідерландської революції у жовтні 1597 року був зайнятий військами штатгальтера Моріца Оранського. 1 серпня 1605 — перейшов до іспанців під проводом Амброзіо Спіноли. Наступного року іспанський генерал захопив Грунло, і з цих двох міст регулярно здійснювалися рейди на війська республіки. У 1626 році штатгальтер Ернст Казимир після тижневої облоги міста прийняв почесну капітуляцію іспанців. Олдензал остаточно увійшов до складу Голландської республіки. Фортеця була розібрана, частини старої середньовічної міської стіни та кружних каналів навколо міста були збережені для захисту від бунтівних військ і банд розбійників.
Після Мюнстерського мирного договору 1648 року, незважаючи на абсолютну більшість католицького населення, католицька релігія почала пригнічуватися, публічні обряди були заборонені.
У XIX столітті в місті почала розвиватися текстильна промисловість. Найвідомішою стала фабрика Гельдермана.

## Економіка

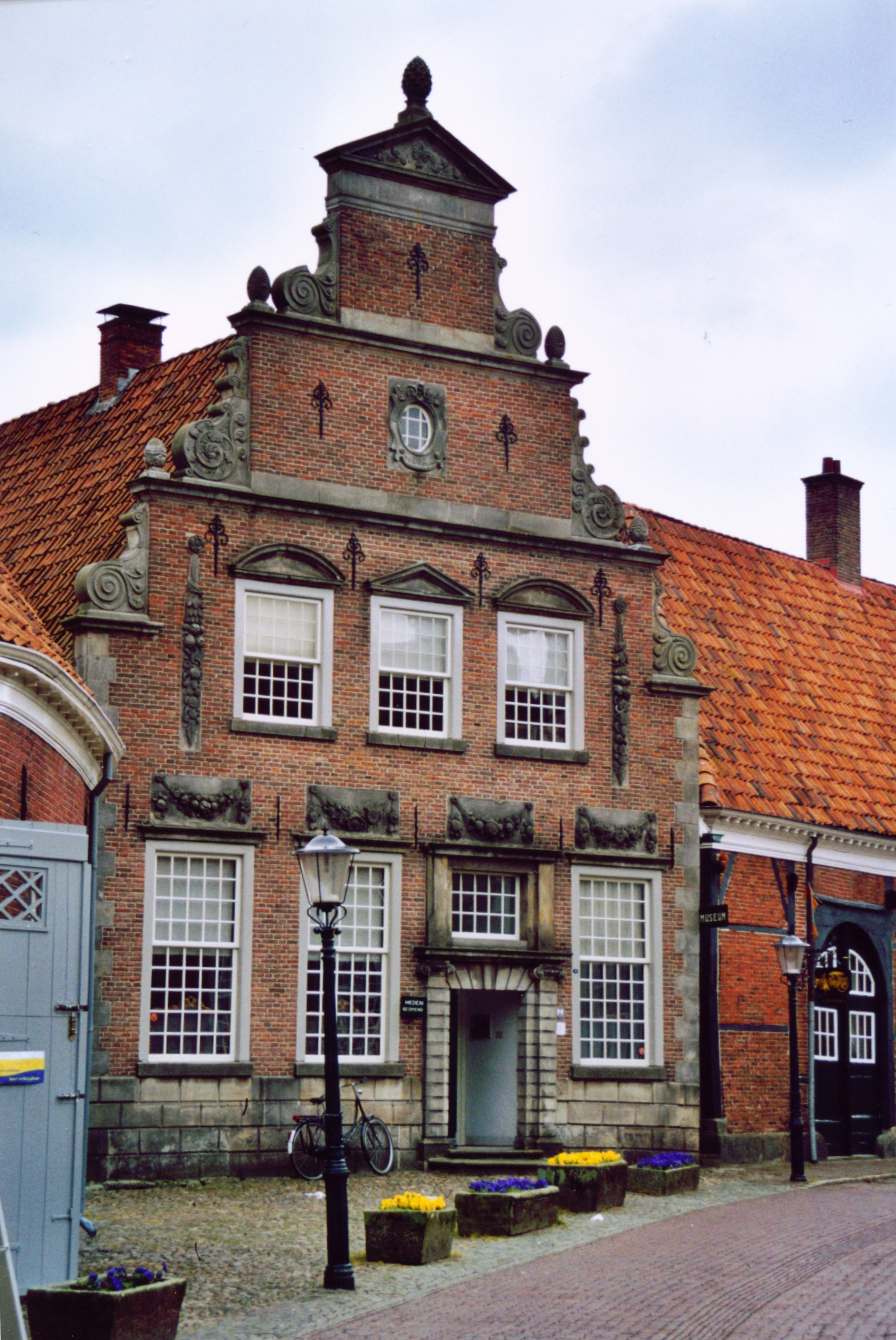
Історичний музей Олдензалу

Разом із Райссеном Олдензал є лідером країни за темпами економічного зростання. Окрім іншого, цьому сприяє його розташування на автомагістралі А1.
Для стратегічного просування місто отримало назву «Посмішка Твенте».
Компанії Олдензалу працюють у секторах: постачання для автопромисловості, будівельна справа, монтаж установок, харчова промисловість, фінансові консультації й, особливо, транспортний сектор.

## Транспорт
Олдензал розташований на автомагістралі A1, що йде від Амстердаму до кордону з Німеччиною, де переходить у Bundesautobahn 30 до Оснабрюка. Ця ділянка A1 також є частиною міжнародної автомагістралі E30, що веде з Корку до Берліну і далі до Омську.
Залізнична станція Олдензал відкрита у 1865 році на лінії Алмело—Зальцберген.
Неподалік знаходиться колишній військовий аеродром Твенте, який виконує обмежені функції для цивільної авіації. Може використовуватися в малому бізнесі і в аматорській авіації. З 2017 року в аеропорту базується компанія AELS.

## Політика
| Розподіл місць у раді громаді          | Розподіл місць у раді громаді | Розподіл місць у раді громаді | Розподіл місць у раді громаді | Розподіл місць у раді громаді | Розподіл місць у раді громаді | Розподіл місць у раді громаді | Розподіл місць у раді громаді | Розподіл місць у раді громаді | Розподіл місць у раді громаді | Розподіл місць у раді громаді | Розподіл місць у раді громаді | Розподіл місць у раді громаді | Розподіл місць у раді громаді | Розподіл місць у раді громаді | Розподіл місць у раді громаді | Розподіл місць у раді громаді | Розподіл місць у раді громаді | Розподіл місць у раді громаді | Розподіл місць у раді громаді | Розподіл місць у раді громаді |
| -------------------------------------- | ----------------------------- | ----------------------------- | ----------------------------- | ----------------------------- | ----------------------------- | ----------------------------- | ----------------------------- | ----------------------------- | ----------------------------- | ----------------------------- | ----------------------------- | ----------------------------- | ----------------------------- | ----------------------------- | ----------------------------- | ----------------------------- | ----------------------------- | ----------------------------- | ----------------------------- | ----------------------------- |
| Партія                                 | 1946                          | 1949                          | 1953                          | 1955                          | 1958                          | 1962                          | 1966                          | 1970                          | 1974                          | 1978                          | 1982                          | 1986                          | 1990                          | 1994                          | 1998                          | 2002                          | 2006                          | 2010                          | 2014                          | 2018                          |
| Група співробітників                   | -                             | -                             | -                             | -                             | -                             | -                             | -                             | 2                             | 3                             | 2                             | 3                             | 4                             | 4                             | 8                             | 8                             | 12                            | 8                             | 11                            | 9                             | 7                             |
| ХДЗ                                    | -                             | -                             | -                             | -                             | -                             | -                             | -                             | -                             | -                             | 12                            | 10                            | 9                             | 8                             | 6                             | 6                             | 6                             | 7                             | 5                             | 4                             | 5                             |
| Демократи 66                           | -                             | -                             | -                             | -                             | -                             | -                             | -                             | 1                             | 1                             | 1                             | 1                             | -                             | 2                             | 2                             | 1                             | -                             | -                             | 1                             | 3                             | 1                             |
| Народна партія за свободу і демократію | -                             | -                             | -                             | -                             | -                             | 1                             | 1                             | 1                             | 2                             | 2                             | 4                             | 2                             | 2                             | 3                             | 4                             | 2                             | 2                             | 3                             | 3                             | 5                             |
| Зелені ліві                            | -                             | -                             | -                             | -                             | -                             | -                             | -                             | -                             | -                             | -                             | -                             | -                             | -                             | 1                             | 1                             | 1                             | 2                             | 1                             | 2                             | 3                             |
| Партія праці                           | 3                             | 2                             | 1                             | 2                             | 2                             | 2                             | 1                             | 1                             | 3                             | 4                             | 3                             | 6                             | 5                             | 3                             | 3                             | 2                             | 4                             | 2                             | 2                             | 2                             |
| КНП                                    | 11                            | 10                            | 10                            | 13                            | 14                            | 12                            | 10                            | 10                            | 12                            | -                             | -                             | -                             | -                             | -                             | -                             | -                             | -                             | -                             | -                             | -                             |
| Антиреволюційна партія/ХІС/ХДЗ         | 1                             | 1                             | 2                             | 1                             | -                             | -                             | -                             | -                             | -                             | -                             | -                             | -                             | -                             | -                             | -                             | -                             | -                             | -                             | -                             | -                             |
| ХІС/ХДЗ                                | -                             | -                             | -                             | -                             | 1                             | -                             | -                             | -                             | -                             | -                             | -                             | -                             | -                             | -                             | -                             | -                             | -                             | -                             | -                             | -                             |
| Інтереси громади                       | -                             | 2                             | 2                             | 1                             | -                             | -                             | -                             | -                             | -                             | -                             | -                             | -                             | -                             | -                             | -                             | -                             | -                             | -                             | -                             | -                             |
| Соціально-політичний союз              | -                             | -                             | -                             | -                             | -                             | 4                             | 4                             | 1                             | -                             | -                             | -                             | -                             | -                             | -                             | -                             | -                             | -                             | -                             | -                             | -                             |
| Демократичний Олдензал                 | -                             | -                             | -                             | -                             | -                             | -                             | 3                             | 3                             | -                             | -                             | -                             | -                             | -                             | -                             | -                             | -                             | -                             | -                             | -                             | -                             |
| Всього                                 | 15                            | 15                            | 15                            | 17                            | 17                            | 19                            | 19                            | 19                            | 19                            | 21                            | 21                            | 21                            | 21                            | 23                            | 23                            | 23                            | 23                            | 23                            | 23                            | 23                            |

## Релігія

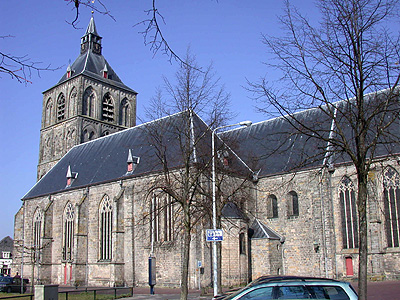
Базиліка Святого Плехельма

- Католицька базиліка Святого Плехельма, заснована у XII столітті;
- Католицька церква Антонія Падуанського, освячена 30 травня 1912 року;
- Католицька церква Святої Трійці, відкрита у 1930 році;
- Реформатська Гофкерк, відкрита у 1934 році;
- Католицька парафіяльна церква Успіння Пресвятої Богородиці в районі Зейд-Бергхаузен;
- Католицька церква Святого Причастя.

## Відомі мешканці

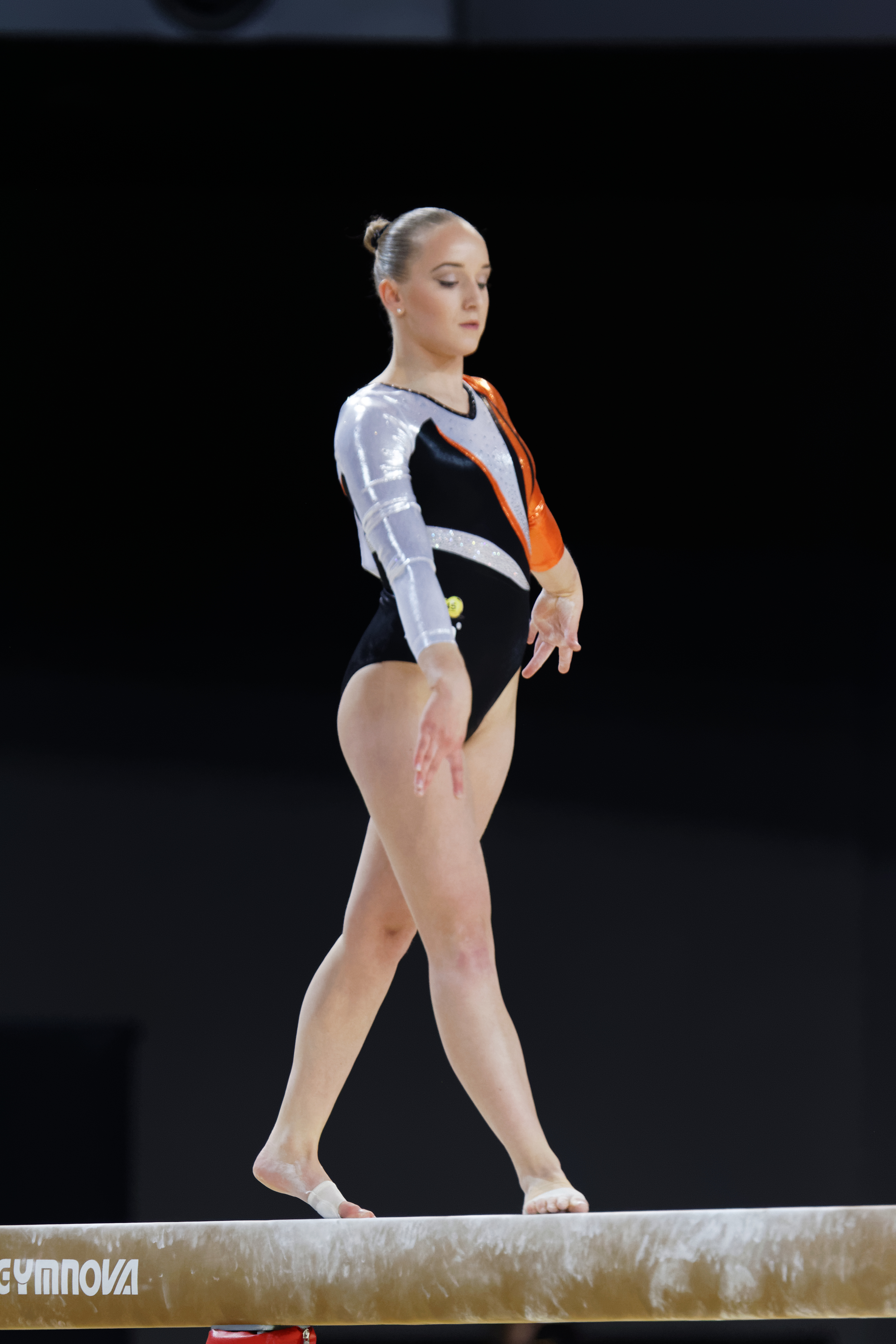
Санне Веверс

- Балдерік Утрехтський (897—975) — єпископ Утрехтський у 918—975 роках;
- Раймонд ван дер Гау (нар. 1963) — нідерландський футболіст і тренер;
- Еллен ван Ланген (нар. 1966) — нідерландська легкоатлетка, олімпійська чемпіонка 1992 року;
- Ерік тен Гаг (нар. 1970) — нідерландський футболіст і тренер;
- Бйорн Кейперс (нар. 1973) — нідерландський футбольний арбітр;
- Ян Веннегор оф Гесселінк (нар. 1978) — нідерландський футболіст;
- Дерк Буррігтер (нар. 1986) — нідерландський футболіст, з 2013 року грає за шотландський «Селтік»;
- Сестри-близнючки Санне Веверс і Ліке Веверс (нар. 1991) — нідерландські гімнастки;